# Ceroplastes circumdatus
Ceroplastes circumdatus är en insektsart som beskrevs av Green 1923. Ceroplastes circumdatus ingår i släktet Ceroplastes och familjen skålsköldlöss.
Artens utbredningsområde är Guyana. Inga underarter finns listade i Catalogue of Life.